# بيتر باسي
بيتر باسي (بالإنجليزية: Peter Passey)‏ هو لاعب كرة قدم بريطاني في مركز الدفاع، ولد في 13 يوليو 1952 في برمنغهام في المملكة المتحدة. لعب مع برمنغهام سيتي ونيوبورت كونتي.